# Awgin Kyriakose
Eugeniusz (ur. 21 maja 1974 w Shaju) – duchowny Asyryjskiego Kościoła Wschodu w Indiach, od 2010 biskup pomocniczy Thrissuru.

## Życiorys
Święcenia kapłańskie przyjął 11 kwietnia 1999. Sakrę biskupią otrzymał 17 listopada 2010.